# Nokia N810
Nokia N810 Internet Tablet are un design elegant cu tastatura slide-out QWERTY. Dispozitivul Internet mobil are GPS integrat, Rhapsody și sprijină Skype. Oferă o excelentă experiență de navigare web și performanțe multimedia decente.

## Design
Pe partea de sus sunt o tasta glisantă de blocare , butonul de alimentare, zoom/volumul rocker, și tasta full-screen.
Pe partea dreaptă a unității găsim portul micro-USB, mufa de încărcare, mufa audio de 3.5 mm și una din cele două difuzoare.
Celălalt difuzor găsim în partea stângă. 
În partea de jos se află butonul de eliberare a bateriei, microfonul și slotul pentru card miniSD.(are două sloturi)

## Multimedia
Player-ul audio suportă formatele AAC/AMR/AWB/M4A/MP2/MP3/Real Audio/WAV/WMA și player-ul video acceptă formatele 3GP/AVI/WMV/H.263/H.264/MPEG-1/MPEG-4/Real Video/ASF/WMV9.
Vizualizatorul de imagini acceptă formatele BMP/GIF/ICO/ICI/JPG/JPEG/PNG/TIFF/WBMP/SVG Tiny.
Camera este VGA cu rezoluția de 640 x 480 pixeli.                                           

## Conectivitate
Accesarea internetului se poate realiza prin Wi-Fi 802.11 b/g sau prin Bluetooth DUN. 
Are preinstalat browser-ul Mozilla. Browser-ul oferă compatibilitate paginilor Web 2.0, AJAX, Flash 9, Gmail, Youtube și altele.
N810 are un receptorul GPS intern și aplicația Wayfinder. Clientul de e-mail suportă POP3, IMAP4 și e-mail bazat pe Web.
Apelurile video se pot realiza prin Skype, Gizmo și programul Nokia VoIP.

## Caracteristici
- Ecran tactil rezistiv TFT de 4.1 inchi cu rezoluția de 480 x 800 pixeli
- Procesor TI OMAP 2420 tactat la 400 MHz
- Camera VGA
- Wi-Fi 802.11 b/g
- Sistem de operare Internet Tablet OS 2008
- Memorie internă 2 GB, 128 MB RAM, 256 MB ROM
- Bluetooth 2.0 cu EDR
- Micro-USB 2.0
- Radio FM Stereo și aplicația Visual Radio
- Slot card miniSDHC până la 8 GB
- GPS
- Browser HTML și suport Adobe Flash
- Mufă audio de 3.5 mm